# 保高徳蔵
保高 徳蔵（やすたか とくぞう、1889年12月7日 - 1971年6月28日）は、日本の小説家。
大阪市生まれ、早稲田大学英文科卒業。読売新聞記者、博文館編集者などをへて、1921年「棄てられたお豊」を発表し、正宗白鳥に認められる。1928年、「泥濘」で『改造』第1回懸賞創作二等に入選する。

1933年、同人誌『文藝首都』を創刊し、ここから半田義之、金史良、芝木好子、大原富枝、北杜夫、田辺聖子、佐藤愛子、なだいなだ、中上健次、勝目梓、林京子など数多くの作家を輩出した。

1966年、脳血栓で倒れる。闘病生活ののち1971年6月28日に死去。

妻の保高みさ子も作家。

## 著書
- 孤独結婚（滋雨書洞、1936年）
- 勝者敗者（改造社、1939年）
- 或る死或る生（起山房、1942年）
- 若人のための小説の作り方（学燈社、1956年 (若人新書)）
- 道（東方社、1958年）
- 作家と文壇（講談社、1962年）
- 保高徳蔵選集（新潮社、1972年）